# Hans Schihan
Hans Schihan, auch Johann Schihan, (* 23. Juli 1887 in Knoppen (Gemeinde Pichl-Kainisch); † 20. Dezember 1988 in Braunau am Inn) war ein österreichischer Architekt und Lokalpolitiker.

## Leben und Wirken

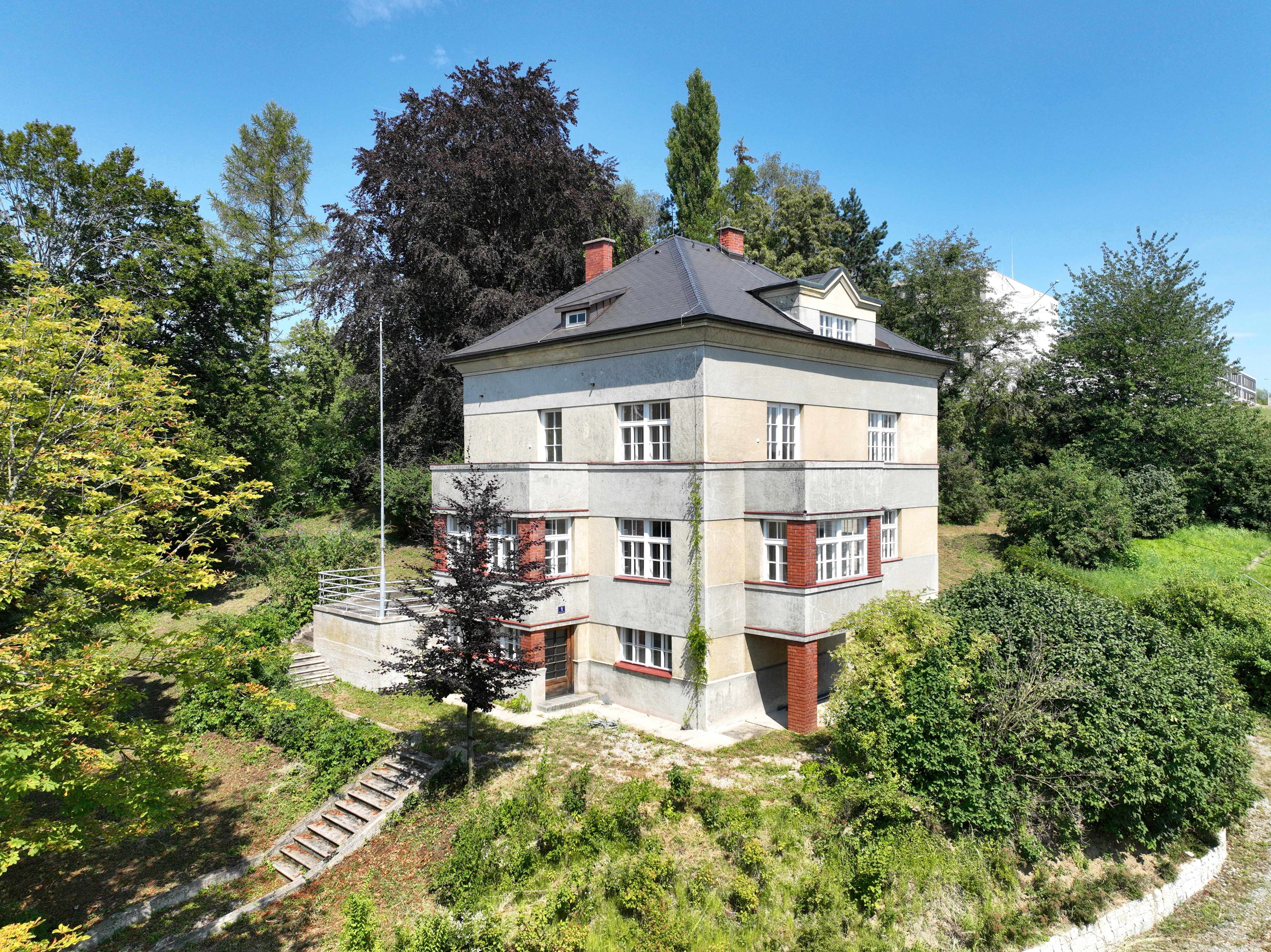
Villa Moser in Grieskirchen; erbaut 1932

1929 wird der Ort der Berufsausübung als Architekt mit Ried im Innkreis (Stadt oder Bezirk) angegeben. Die von Heimatvertriebenen in Mauerkirchen errichtete Evangelische Erlöserkirche wurde 1960 nach seinem Entwurf errichtet. Er war selber evangelisch und von 1961 bis 1967 Bürgermeister von Mauerkirchen. 1923 war er Gründungsmitglied der Innviertler Künstlergilde.